# Ламбаекенский кечуа
Ламбаекенский кечуа (Lambayeque Quechua) — одна из разновидностей кечуанских языков, которая распространена в сообществах Пеначи и Санта-Люсия; в округах Инкаваси, Каньярис, Миракоста региона Ламбаеке в Перу. У ламбаекенского диалекта также есть инкауасийский и каньярисский диалекты. Также на 94 % в лексике схож с кахамарканской разновидностью кечуа.